# Beaujolais
Beaujolais er en fransk rødvin. Navnet på vinen kommer fra navnet på vindistriktet og appellationen Beaujolais, som er den sydligste del i området Bourgogne i Frankrig. I Beaujolais fremstilles mest rødvin, men én procent af produktionen er hvidvin.
Rødvinen fremstilles på den blå drue Gamay, der er tilpasset de afvekslende forhold i Beaujolais-distriktet, hvorimod hvidvinen fremstilles på den grønne drue Chardonnay. Aligoté-druen er også godkendt til fremstilling af hvidvin i området. Vinene fra distriktet fremstilles ofte efter en metode, der kaldes kulsyregæring, der giver mere farve og frugt uden at give for mange tanniner i vinen. Ikke alle vinene gennemgår denne proces, men blandt andet Beaujolais nouveau fremstilles efter denne metode. Nouveau-vinen er lettere end de andre vine fra distriktet.

## Appellationer

### Beaujolais Crus
Der er ti Beaujolais Crus i distriktet.
- Tre Crus anses som de letteste Cru Beaujolais og er typisk fremstillet til at blive drukket inden tre år: Brouilly, Régnié, og Chiroubles.
- Tre cru producerer mere end medium fyldige, Cru Beaujolais, og anbefales at blive drukket op til fire år efter fremstillingen: Côte de Brouilly, Fleurie, Saint-Amour.
- De sidste fire Cru producerer de fyldigste Cru Beaujoulais, der kan lagres. De bør drikkes mellem fire og ti år efter fremstillingen: Chénas, Juliénas, Morgon og Moulin-à-Vent.

## Vinindustri
Vinindustrien i Beaujolais er domineret af mere end 30 negocianter (købmænd), der står for salget af mere end 90% af al vin solgt uden for Beaujolais-regionen. Mange af dem er baseret i Bourgogne som Lois Jadot og Bouchard Pêre et Fils. Mest kendt er Georges Duboeuf, der har åbnet et beaujolais-museum. Mange vine sælges fra stalddøren.
Der er mere end 4000 vingårde i Beaujolais.

## Eksterne links
- www.discoverbeaujolais.com

46°09′N 4°39′Ø / 46.15°N 4.65°Ø